# Ксенофонтов, Филипп Алексеевич
Филипп Алексеевич Ксенофонтов (27 ноября 1903 — январь 1938) — партийный деятель ВКП(б), историк и социолог. Известен тем, что его рукопись «Ленинская доктрина революции» послужила основой для статьи Сталина «Об основах ленинизма». Во время Большого террора был арестован по ложному обвинению и умер в тюрьме во время следствия. После смерти Сталина реабилитирован и посмертно восстановлен в партии (06.08.1957).

## Биография
Родился в селе Тагай Симбирской губернии. Член РКП(б) с 1918 г. Один из организаторов союза учащихся-коммунистов «III Интернационал» в Симбирске. С 1919 года секретарь, c 1920 — ответственный секретарь Симбирского губкома РКСМ, редактор газет, журнала «Юный пролетарий». В том же году вступил в члены ВКП(б). Затем находился на редакторской и партийной работе в разных городах страны. После конфликта со Сталиным по поводу статьи «Об основах ленинизма» был выслан в Ташкент. В 1929—1930 гг. редактор газеты «Волжская коммуна» («Средневолжская коммуна»). В 1937 году служащий в Куйбышеве.
Арест и гибель
Арестован 16 марта 1937 г. Умер в процессе следствия. Реабилитирован постановлением Военной Прокуратуры Приволжского военного округа (22.09.1955), уголовное дело отменено за отсутствием состава преступления. Решением бюро Куйбышевского обкома КПСС посмертно восстановлен в партии (06.08.1957)

## Работа Сталина
Американский историк Стивен Коткин указывает, что Сталин использовал рукопись Ксенофонтова «Ленинская доктрина Революции» при написании статьи «Об основах ленинизма».  После публичного протеста Ксенофонтова он был выслан в Ташкент; в частном письме Сталин поблагодарил Ксенофонтова за помощь но в дальнейшем Ксенофонтову было запрещено ссылаться на письмо Сталина.

### Комментарии
1. ↑  Стивен Коткин утверждает, что статья «Об основах ленинизма» была не первым случаем плагиата Сталина; так, при написании работы «Анархизм или социализм?» (1906) он использовал статью грузинского публициста Георгия Телия[1]